# 데이비드 마
데이비드 마(David Marr, 1945년 1월 19일 - 1980년 11월 17일)은 영국의 신경과학자 겸 심리학자다. 마는 심리학, 인공지능, 신경생리학의 연구 결과를 종합하여 새로운 시각 정보처리 모형을 개발하였다. 계산신경과학의 창시자로 인정된다.
에섹스에서 태어나서, 럭비 스쿨을 다녔으며, 케임브리지 대학교 트리니티 칼리지에서 수학 학사학위, 신경과학 박사학위를 받았다. 처음에는 뇌 이론 전반에 관심을 가졌다가 후에 시각 정보처리로 바뀌었다. 그의 박사학위 논문은 1969년에 제출되었으며 주로 존 에클스의 저서에서 수집한 해부학적, 생리학적 데이터에 근거하여 소뇌의 기능 모형을 소개했다. 이내 그는 매사추세츠 공과대학교에서 근무하다가 1977년에 심리학과에서 교편을 잡았고, 1980년에는 테뉴어 정교수가 되었으나 그해 말 백혈병으로 사망하였다.

## 분석의 단계
뇌를 이해하려면 뇌가 당면하는 문제와 그 해법을 이해해야 한다고 마는 제안했다. 그는 일반론적 논쟁을 지양하고 그 대신 구체적인 문제들을 이해하는 데 초점을 맞춰야 한다고 강조했다. 그렇게 하기 위해서 그는 다음 세 분석 단계를 지적했다:
- 전산 단계: 무엇이 시각이 극복하려는 문제인가
- 논리 단계: 왜 어느 전략이 사용되어야 하는가
- 실현 단계: 어떻게 그것이 신경활동에서 실현되는가

## 시각의 과정
마는 시각이 (망막상의) 2차원적 시각 배열에서 3차원적 세계의 묘사로 옮겨 간다고 설명했다. 그가 주장하는 시각의 과정들은 다음과 같다:
- 최초 스케치에서는 광경의 가장자리와 면적 등기초적인 구성요소들의 특징을 추출한다. 화가가 인상을 재빨리 그리는 연필 소묘와 개념적으로 유사함에 유의.
- 2.5D 스케치에서는 광경의 구조적 특성 등이 확인된다. 화가가 광경의 명암 또는 원근을 표현하는 단계와 개념적으로 유사함에 유의.
- 3D 모형에서는 광경이 연속적인 3차원 영상으로 시각화된다.

프랜시스 크릭은 이 통찰이 획기적이지만 다소 수정되었다고 본다.

## 같이 보기
- 대니얼 데네트, Intentional stance

## 간행물
- (1969) "A theory of cerebellar cortex." J. Physiol., 202:437-470.
- (1970) "A theory for cerebral neocortex." Proceedings of the Royal Society of London B, 176:161-234.
- (1971) "Simple memory: a theory for archicortex." Phil. Trans. Royal Soc. London, 262:23-81.
- (1974) "The computation of lightness by the primate retina." Vision Research, 14:1377-1388.
- (1975) "Approaches to biological information processing." Science, 190:875-876.
- (1976) "Early processing of visual information." Phil. Trans. R. Soc. Lond. B, 275:483-524.
- (1976) "Cooperative computation of stereo disparity." Science, 194:283-287. (with Tomaso Poggio)
- (1976, March) "Artificial intelligence: A personal view." Technical Report AIM 355, MIT AI Laboratory, Cambridge, MA.
- (1977) "Artificial intelligence: A personal view." Artificial Intelligence 9(1), 37–48.
- (1977) "From understanding computation to understanding neural circuitry." Neurosciences Res. Prog. Bull., 15:470-488. (with Tomaso Poggio)
- (1978) "Representation and recognition of the spatial organization of three dimensional tructure." Proceedings of the Royal Society of London B, 200:269-294. (with H. K. Nishihara)
- (1979) "A computational theory of human stereo vision." Proceedings of the Royal Society of London B, 204:301-328. (with Tomaso Poggio)
- (1980) "Theory of edge detection." Proc. R. Soc. Lond. B, 207:187-217. (with E. Hildreth)
- (1981) "Artificial intelligence: a personal view." In Haugeland, J., ed., Mind Design, chapter 4, pages 129-142. MIT Press, Cambridge, MA.
- (1982) "Representation and recognition of the movements of shapes." Proceedings of the Royal Society of London B, 214:501-524. (with L. M. Vaina)
- (1982). Vision: A Computational Investigation into the Human Representation and Processing of Visual Information. New York: Freeman.

## 참고 문헌
- Vaina, L. M., ed. (1990). From the retina to the neocortex: selected papers of David Marr. Birkhauser, Boston, MA.